# Parafia Narodzenia Najświętszej Bogurodzicy w Oławie
Parafia Narodzenia Najświętszej Bogurodzicy w Oławie – parafia greckokatolicka w Oławie. Parafia należy do eparchii wrocławsko-koszalińskiej i znajduje się na terenie dekanatu wrocławskiego.

## Historia parafii
Parafia greckokatolicka pw. Narodzenia Najświętszej Bogurodzicy funkcjonuje od 1985, księgi metrykalne są prowadzone od 1999.

## Świątynia parafialna
Do września 2012 nabożeństwa odbywały się w kościele rzymskokatolickim św. Józefa Oblubieńca Najświętszej Maryi Panny. Po pożarze kościoła zostały przeniesione do kościoła rzymskokatolickiego św. Rocha w Oławie.